# Париж стоит мессы
«Париж сто́ит мессы» (фр. Paris vaut bien une messe, также «Париж сто́ит обедни») — крылатое выражение, приписываемое французскому королю Генриху IV в связи с его решением в 1593 году принять католицизм, чтобы утвердить свою власть в столице Франции. Выражение используется в качестве шутливого оправдания морального компромисса, сделанного в целях большой выгоды.

## Происхождение
Хотя возврат в католичество из кальвинизма и был второй сменой религии для Генриха, историки, начиная с Эдуара Фурнье, считают маловероятным, чтобы расчётливый монарх сам произнёс что-либо подобное. Константин Душенко атрибутирует введение выражения в его нынешнем виде в широкий оборот Вольтеру, оно отвечало взглядам самого Вольтера на религию как инструмент государственного управления.
Более ранние источники (а выражение известно по крайней мере с 1622 года, когда анонимная сатира Les Caquets de l'accouchée отнесла его к 1601 году) приписывают его Сюлли — правой руке Генриха. Сюлли, хотя и посоветовал Генриху перейти в католичество, сам остался протестантом и на вопрос Генриха о том, почему Сюлли не ходит вместе с ним на мессы, ответил Sire, sire, la couronne vaut bien une messe! (с фр. — «Государь, государь, корона стоит мессы!»). В дневнике современника событий, П. Л’Этуаля, в конце января-феврале 1594 года описывается близкий по тематике диалог между Генрихом и неназванным придворным. На вопрос Генриха, идёт ли придворный к мессе, придворный ответил утвердительно, прибавив «Потому что, государь, вы же идёте». На что Генрих якобы ответил Ah! [J]'entends bien que c'est: vous avez volontiers quelque couronne a gagner (с фр. — «A! Теперь я понял: вам хочется заполучить какую-нибудь корону»).
Ф. Роже (фр. Ph. Roget) указывает на обращение к Генриху IV, напечатанное в 1601 году фр. Remontrance Chrétienne… (полное название обращения оказалось слишком длинным даже для того, чтобы его привести в статье Роже); Роже предполагает авторство Матьё де Лонуа (фр. Matthieu de Launoy, 1541-1607). На страницах 363—364 де Лонуа доносит королю о «длинном и хорошо написанном» документе за подписью A.N.L.D.F.M., заполненном кощунствами, в качестве примера оскорбления религии приведён анекдот, в котором придворный, давно не посещавший мессу, вдруг собрался в храм. На вопрос короля, что оказалось причиной, придворный дал ответ: «Ваш пример», на что король ответил Tu es un mal habile homme, penses tu que ta messe vaille une couronne de France, comme la mienne? (с фр. — «Ты, хитрец, думаешь, что твоя месса сто́ит французской короны, как моя?»).

## В культуре
Анри Буайе (фр. Henri Boyer) отмечает, что популярность выражения породила языковую матрицу «X сто́ит Y». Образованные с её помощью выражения (например, «Вифлеем стоит мессы» — заголовок статьи о перестройке Вифлеема при подготовке к рождественской литургии 1999 года) имеют оттенок «ты мне, я тебе», который невозможно понять без знания исторической фразы. Буайе сравнивает такие фразы с палимпсестами.